# Apocalymnia
Apocalymnia é um gênero de traça pertencente à família Arctiidae.